# Божко, Савва Захарович

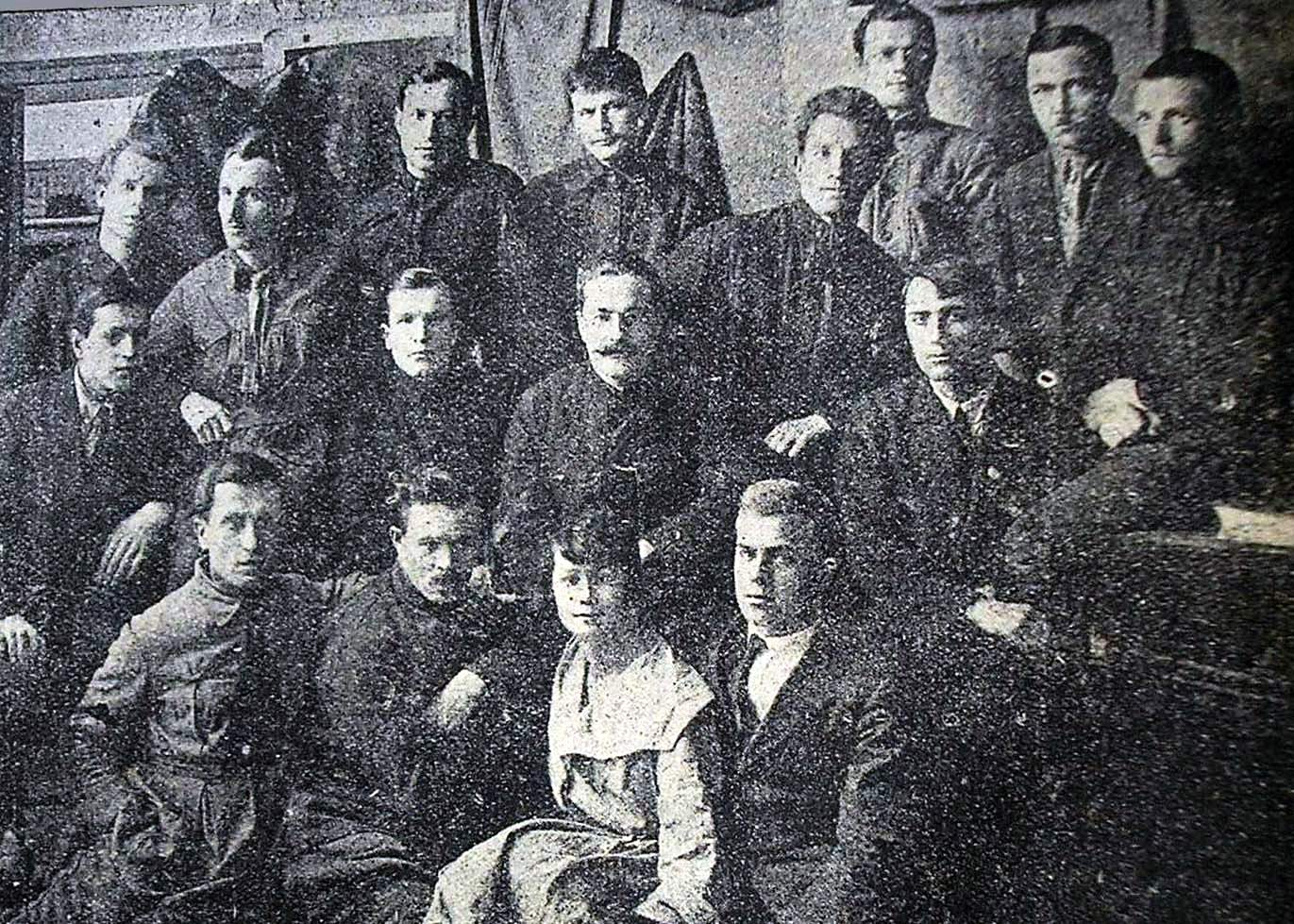
Союз крестьянских писателей «Плуг». Харьков, 1924. Стоят (слева направо): Копыленко, П. Панч, Кожицкий, Степовый, Грудина, Никифорчук, И. Шевченко. Сидят: Вражливый, С. Божко, Пилипенко, В. Сосюра. Сидят внизу: Капустянский, Шостак, Романовская, Д. Бедзик.

Савва Захарович Божко (укр. Са́ва Заха́рович Божко́; 11 (24) апреля 1901, хутор Крутояровка (ныне Межевский район, Днепропетровская область, Украина) — 27 апреля 1947, с. Славянка, Межевский район, Днепропетровская область) — украинский советский писатель и журналист, редактор.
Муж детской писательницы — Натальи Львовны Забилы.
Вторая жена - Гаркуша Мария Никифоровна, учитель истории и немецкого языка.

## Биография
Родился в многодетной крестьянской семье. Обучался в Павлоградской учительской семинарии, затем окончил Коммунистический университет им. Артёма в Харькове. Член комсомола и ВКП (б).
Печатал свои очерки и статьи в газетах «Крестьянская правда», «Студент революции», «Известия ВУЦИК» и др. Член литературной организации комсомольских писателей Украины «Молодняк». Один из первых редакторов журнала «Молодняк».
Входил в литературную организацию крестьянских писателей Украины «Плуг», член Всеукраинского союза пролетарских писателей (ВУССП).
В 1924 году Божко по заданию отдела прессы ЦК КП (б) Украины был направлен из Харькова в Каменец-Подольский. Его задачей было организовать в городе новую газету пограничного округа «Червоний кордон» — орган окружкома КП (б) Украины и окружного исполкома.
Первый номер журнала вышел в мае 1924 года.
В первом браке с Натальей Забилой родился сын - Тарас (1923), В конце 20-х развёлся с Забилой.

В 1932 году переехал из Харькова в Херсон, где преподавал политэкономию в педагогическом институте и во Всеукраинском заочном институте массового партпросвещения. В Херсоне познакомился с Марией Никифоровной Гаркушей, учительницей истории и немецкого языка. Она родом из села Станислав, расположенного на Днепро-Бугском лимане. В начале 30-х Савва Захарович и Мария Никифоровна поженились.  Писатель Терень Масенко в книге "Роман Памяти" писал:
"...Между тостами и песнями Божко без конца хвалил свою жизнь в Херсоне и особенно свою Марию Никифоровну...  Это учительница Гаркуша, с ней Савка недавно женился. Он не стыдиться признаваться, что она помогает ему писать продолжение романа "В степях", вторую книгу, которая будет называться    "К морю!". Помогает тем, что зарабатывает деньги на жизнь. И на что мог бы жить бедный мечтатель и фантазёр, когда он собирает материал?...
...Родители жены Божко живут в селе Станислав, на Днепровско-Бугском лимане. Тут дельты двух знаменитых речек сходятся вместе... На катере мы все едем туда. Село расположилось на высоком холме Станиславской  косы, слева перед глазами бесконечные просторы Днепровского лимана, за ним виднеются в сизом тумане голубые берега Таврии... Где-то направо дельта Буга. Станиславская коса заходит далеко в море и заканчивается там тоненькой песчаной стрелкой. За сутки эту стрелку несколько раз поворачивают то в один, то в другой бок береговые ветра: их называют - низовик и горишняк... Закономерность течения воздушных потоков над косою и селом из века в век обижает людей: облака проходят над ними, но выливаются только в море... Над селом никогда не бывает дождей! Но село всё утопает в садах....

...При каждом доме в селе большие "басыни", дно водоёмов отлито из цемента, в них селяне собирают зимой снег, потом талые воды, привозят пресную воду с лимана,,,"
В браке с Марией Никифоровной родились сыновья: старший - Юлий (1935), младший - Всеволод (1938)
В конце 1935 года обвинён в националистическом уклоне и исключён из партии. Летом 1938 года арестован и по обвинению в активном участии в антисоветском националистическом подполье, ведении подрывной работы приговорён к 5 годам заключения в трудовых лагерях. Срок отбывал в Ухте, работал на шахтах, лесоповале, строительстве дорог.
В 1943 году, после окончания срока заключения, ушёл на фронт, воевал в 278 гвардейском стрелковом полку 93 гвардейской стрелковой дивизии 3-го Украинского фронта, одновременно писал статьи и очерки для дивизионной, а позже фронтовой газеты. Награждён медалью "За боевые заслуги".
"Приказ № 024/н
278 гвардейскому стрелковому полку 93 гвардейской стрелковой Харьковской Краснознамённой орденов Суворова и Кутузова дивизии 3го Украинского фронта.
29 июня 1945 года
От имени Президиума Верховного Совета СССР награждаю:...
...Медалью "За боевые заслуги"
1. Стрелка 1 стрелковой роты гвардии красноармейца Божко Савву Захаровича.
В период наступательных боёв с немецкими захватчиками с 22.04.45 г. по 3.05.45 г. выполняя обязанности подносчика патрон не щадя своей жизни под ураганным огнём противника всегда своевременно доставлял боеприпасы с ротного патронного пункта во взвода, чем содействовал успеху боёв.
1901 года рождения, украинец, беспартийный. Призван в Красную Армию 14 ноября 1944г. Херсонским РВК. В действующей армии с 1944 г. ....
...Командир 278 стрелкового полка

гвардии подполковник  ( подпись )   /Жиженков/ "
После окончания войны вернулся на Украину. Работал на шахте г. Димитрово (Донбасс).

К личной карточке Божко записано:
«Основная профессия — писатель-журналист. С 18.02.1946 года работал по найму уборщиком породы. С 3.06.1946 г. — газомерщиком. Расчет по болезни 7.03.1947 г. Судимость 1938—1943 ст. им. Московского особого совещания. п. Николаев А. С. за политику заглазно».
Умер от болезней в 1947 году.

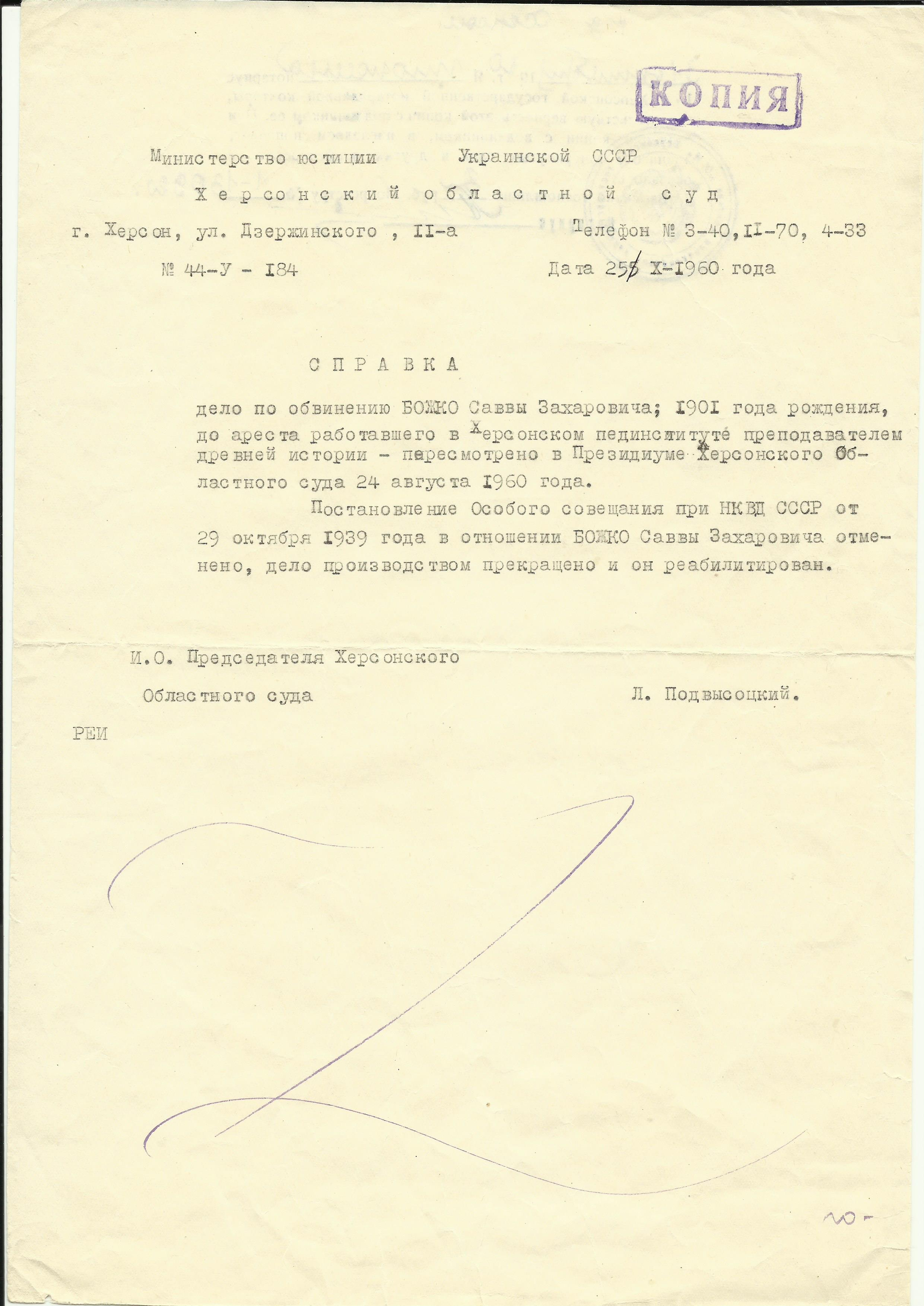
Справка суда

24 августа 1960 года решением Президиума Херсонского Областного суда УССР дело по обвинению Божко Саввы Захаровича было пересмотрено. Постановление Особого совещания при НКВД СССР от 29 октября 1939 года в отношении Божко Саввы Захаровича отменено, дело производством прекращено и он реабилитирован. Справка Херсонского областного суда № 44-У-184 от 25 октября 1960 года.
В средней школе № 12 г. Красноармейска Донецкой области стараниями учительницы украинского языка и литературы Надежды Григорьевны Божко создан музей Саввы Захаровича Божко.

## Творчество
Дебютировал со стихотворением «Плуг и молот», в 1922 года напечатал свои первые прозаические произведения — рассказы «Козаччина» и «Хмельниччина». Талантливого писателя заметили за рубежом. В 1924 году Канадским издательством «Пролеткульт» издан рассказ «Козаччина».
В 1930 издал историческое произведение «В степях», которое в своё время было высоко оценено критикой «как наилучшее произведение во всей украинской литературе». В 1986 году роман "В степях" переиздан Киевским издательством художественной литературы "Днипро".
С. Божко — писатель с чисто украинской художественной ментальностью: его интересовали национальная культура, фольклор, колорит народного быта, характер родственных и семейных отношений, проблемы села и города, жизнь и развитие регионов, сложности и противоречия национального духа.

### Избранные произведения
- «Над колискою Запоріжжя» (1925)
- «Українська Шампань» (1930)
- «В степах» (1930), (1986)
- «До моря» (1936, изъят при аресте, не издан).